# William Jardine
Pour les articles homonymes, voir Jardine.
Ne doit pas être confondu avec William Marion Jardine ou William Jardine (naturaliste).
William Jardine, né à Lochmaben (Dumfriesshire) le 24 février 1784 et mort à Londres le 27 février 1843, est un homme d'affaires et négociant écossais qui fit, dans la première moitié du XIXe siècle, fortune dans le trafic de l'opium entre l'Inde britannique et la Chine. C'est lui qui obtint l'intervention du Royaume-Uni en Chine en 1842, intervention qui déclencha la première guerre de l'opium. Il est également l'un des deux fondateurs de la société Jardine Matheson.

## Biographie
Chirurgien, il est employé de 1802 à 1817 par la Compagnie des Indes britanniques avant d'établir à Bombay et en Chine une maison de commerce qui, par son association en 1820 avec James Matheson, va devenir célèbre. 
En 1823, avec Hollingworth, il fonde une importante société d'exportation d'opium. 
La société Jardine-Matheson de Hong Kong est nationalisée en 1949. 
William Jardine meurt d'un cancer de l'estomac à Londres en 1843.